# OR56A5
OR56A5 (англ. Olfactory receptor family 56 subfamily A member 5) – білок, який кодується однойменним геном, розташованим у людей на 11-й хромосомі. Довжина поліпептидного ланцюга білка становить 313 амінокислот, а молекулярна маса — 35 317.
| 10         |  | 20         |  | 30         |  | 40         |  | 50         |
| ---------- |  | ---------- |  | ---------- |  | ---------- |  | ---------- |
| MTLPSNNSTS |  | PVFEFFLICF |  | PSFQSWQHWL |  | SLPLSLLFLL |  | AMGANATLLI |
| TIYLEASLHQ |  | PLYYLLSLLS |  | LLDIVLCLTV |  | IPKVLAIFWF |  | DLRSISFPAC |
| FLQVFIMNSF |  | LTMESCTFMI |  | MAYDRYVAIC |  | KPLQYSSIIT |  | DQFVARAAIF |
| VVARNGLLTM |  | PIPILSSRLR |  | YCAGHIIKNC |  | ICTNVSVSKL |  | SCDDITLNQS |
| YQFVIGWTLL |  | GSDLILIVLS |  | YFFILKTVLR |  | IKGEGDMAKA |  | LGTCGSHFIL |
| ILFFTTVLLV |  | LVITNLARKR |  | IPPDVPILLN |  | ILHHLIPPAL |  | NPIVYGVRTK |
| EIKQGIQNLL |  | RRL        |  |            |  |            |  |            |

A: Аланін

C: Цистеїн

D: Аспарагінова кислота

E: Глутамінова кислота

F: Фенілаланін

G: Гліцин

H: Гістидин

I: Ізолейцин

K: Лізин

L: Лейцин

M: Метіонін

N: Аспарагін

P: Пролін

Q: Глутамін

R: Аргінін

S: Серин

T: Треонін

V: Валін

W: Триптофан

Кодований геном білок за функціями належить до рецепторів, g-білокспряжених рецепторів, білків внутрішньоклітинного сигналінгу. 
Локалізований у клітинній мембрані, мембрані.